# گنبد (معماری ایرانی)

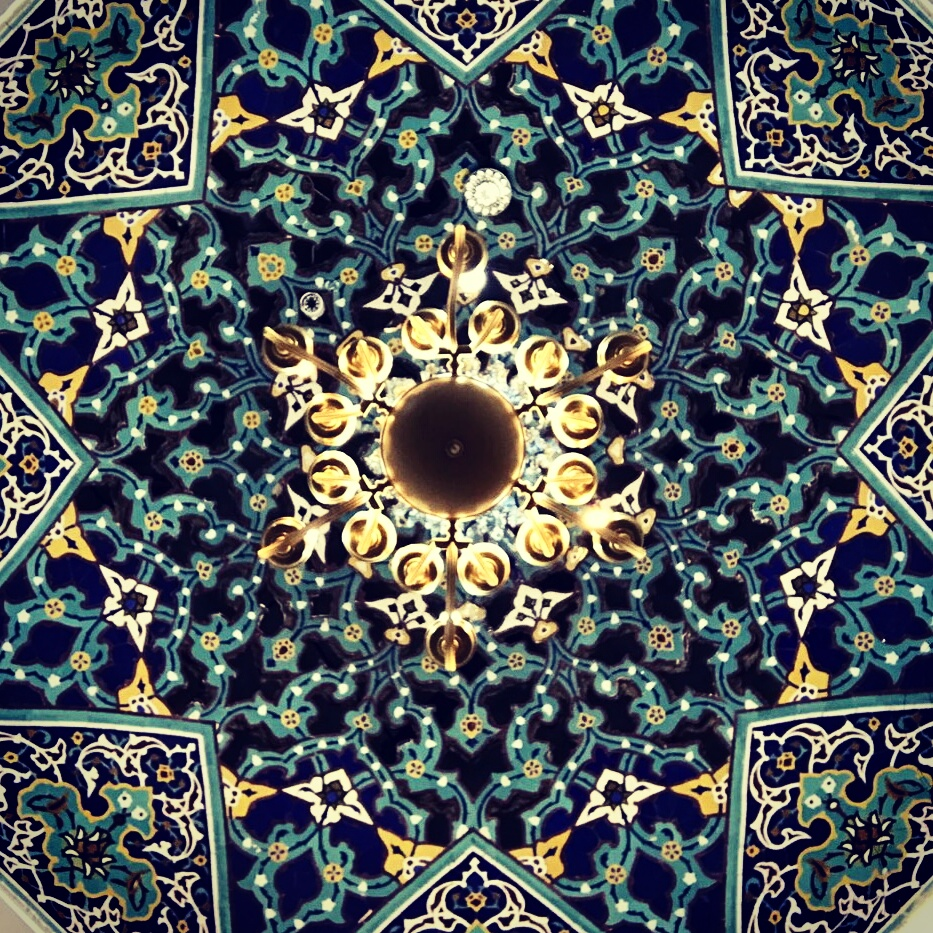
گنبدی گلی و خشتی در شهر سرخس

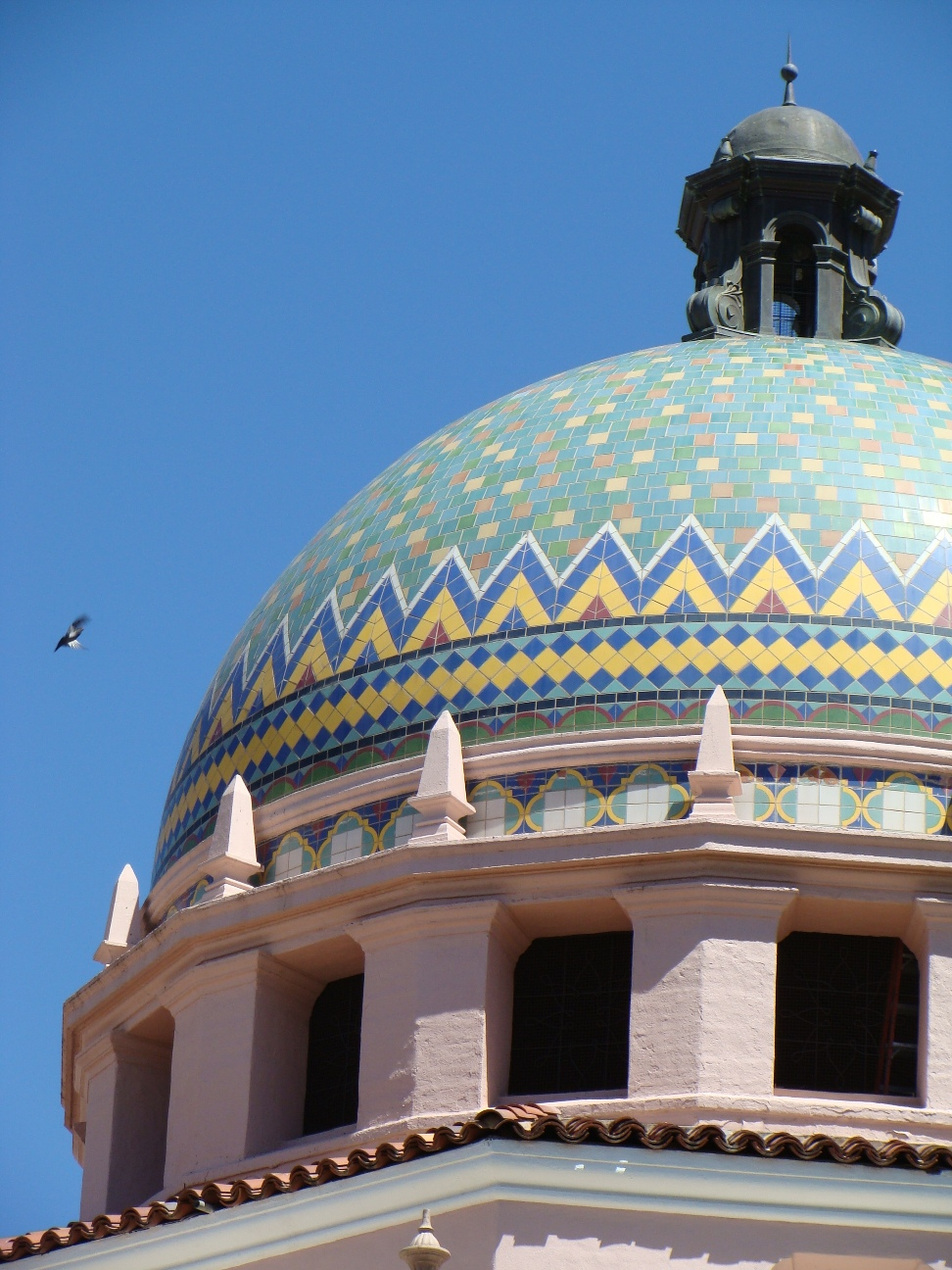
گنبد دادگاه عالی قضایی شهر توسان در آریزونا. ساخت سال ۱۹۲۹ میلادی

گنبد ساختمانی سهمی شکل روی شبستان مسجدها و امامزاده‌ها، سقف یا پوشش نیمکره.
در منطقه کویری ایران مثل کرمان، یزد، کاشان و حتی خراسان خانه هائی که از گل و خشت خام ساخته شده‌اند گنبدهای گلی دارند.

## نگارخانه

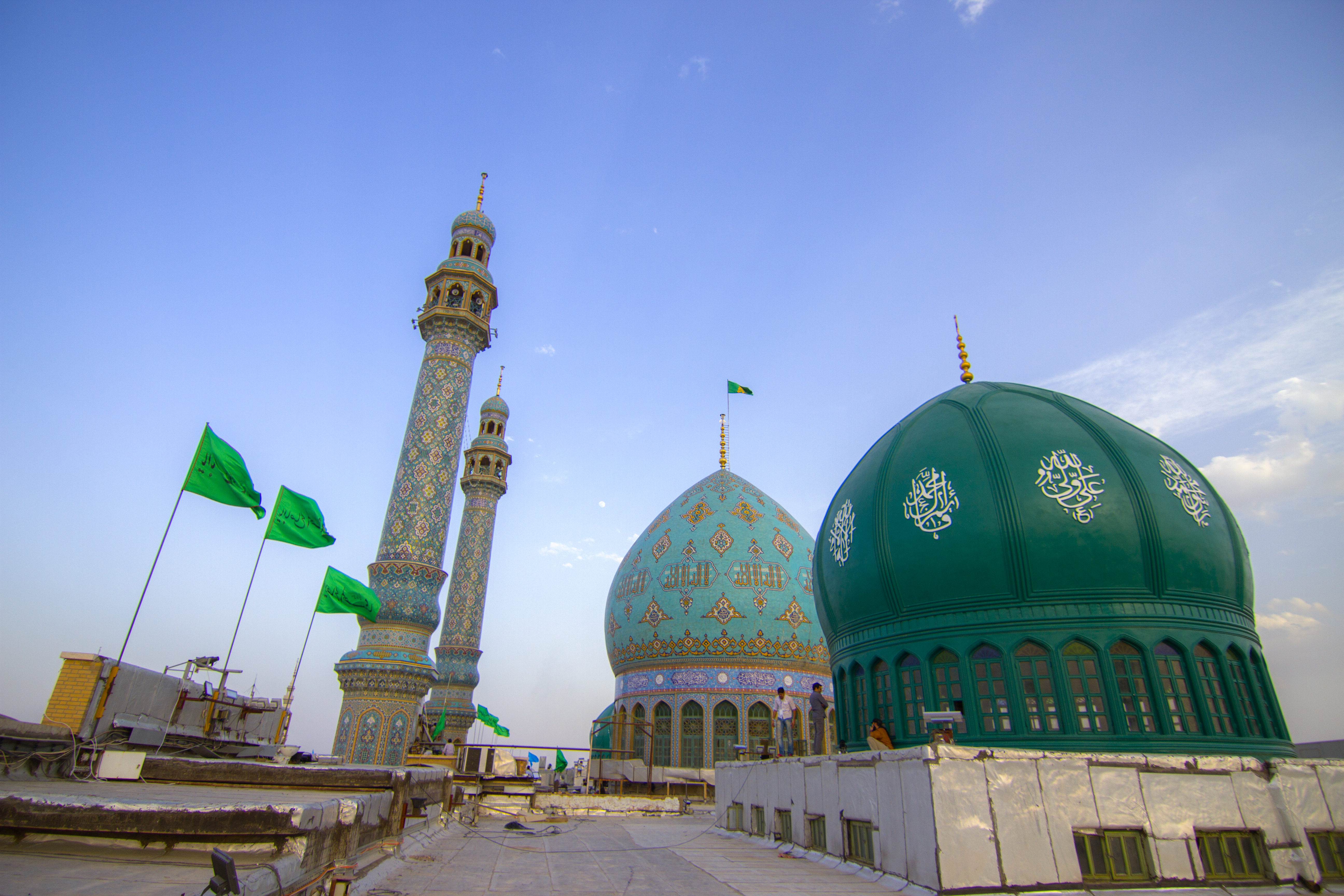
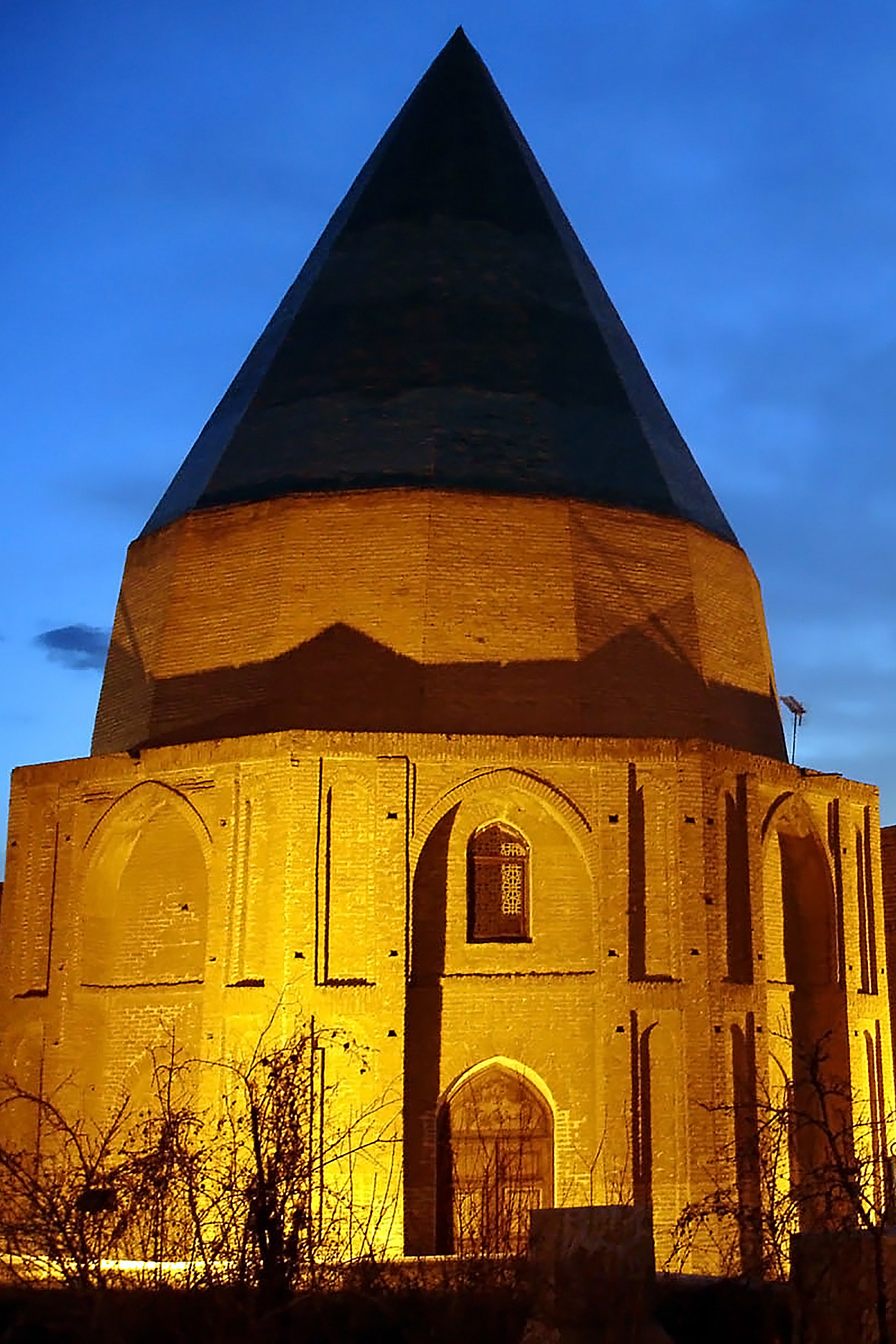
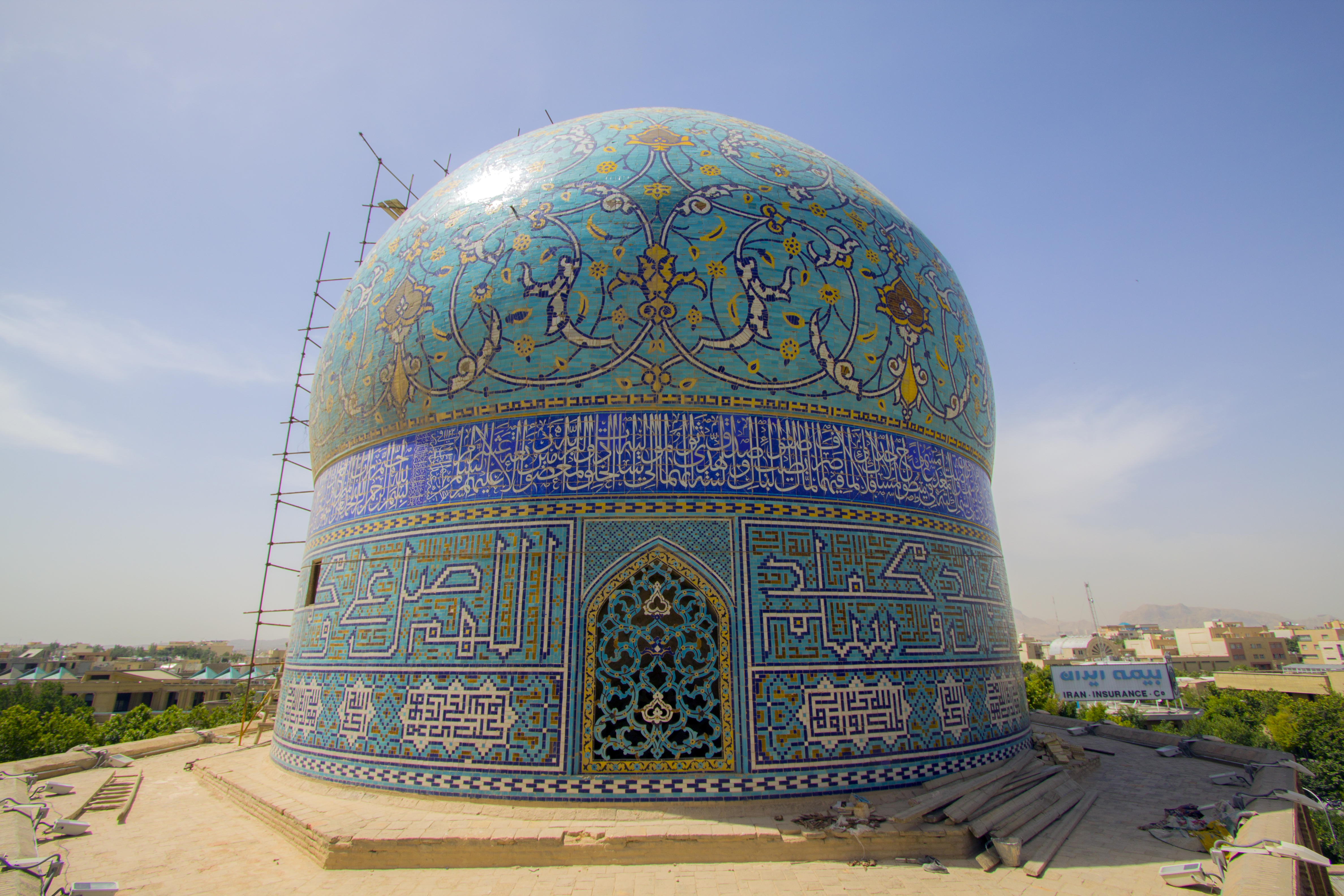
گنبد مدرسه علوم دینی چهار باغ اصفهان
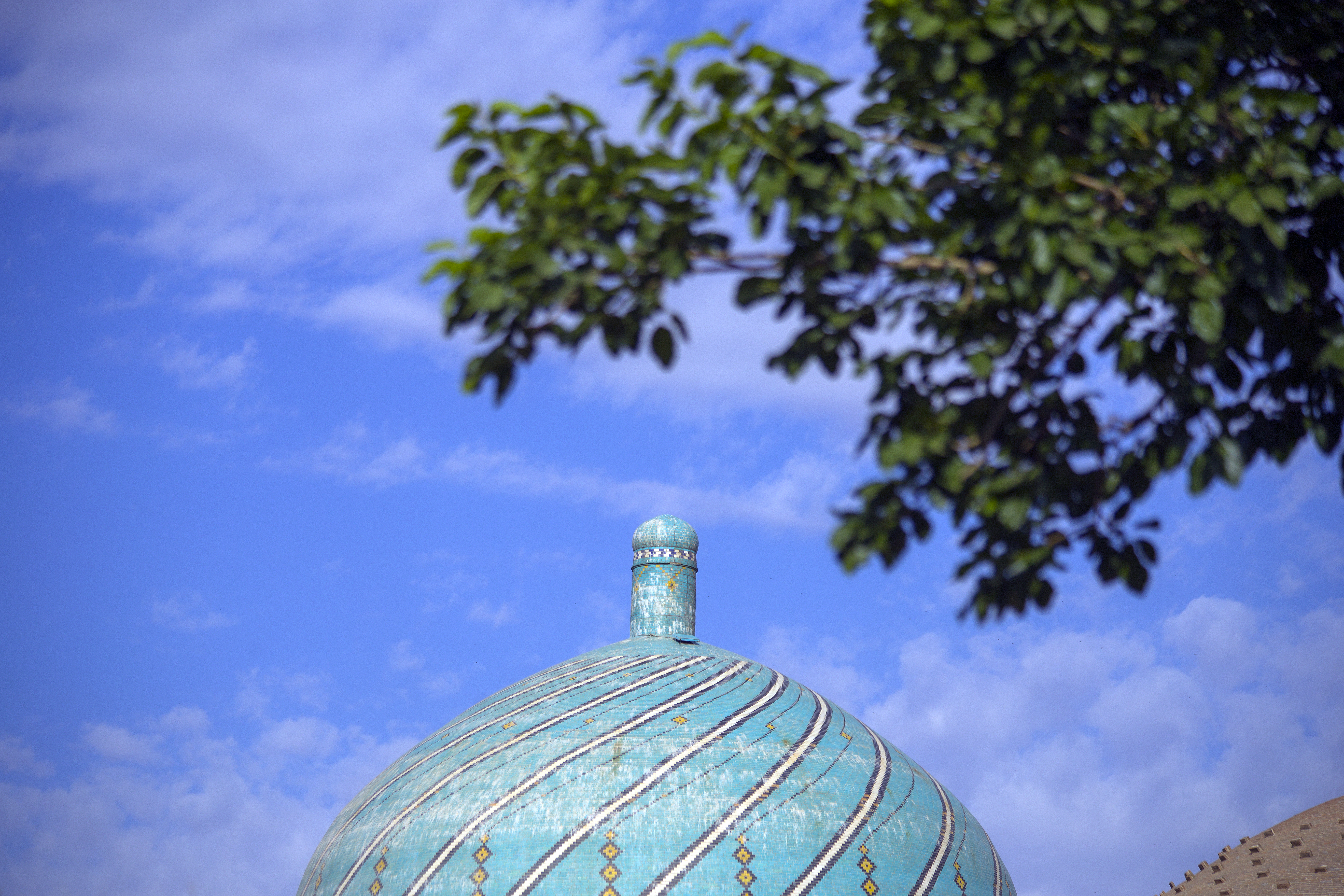
گنبد مسجد جامع قزوین
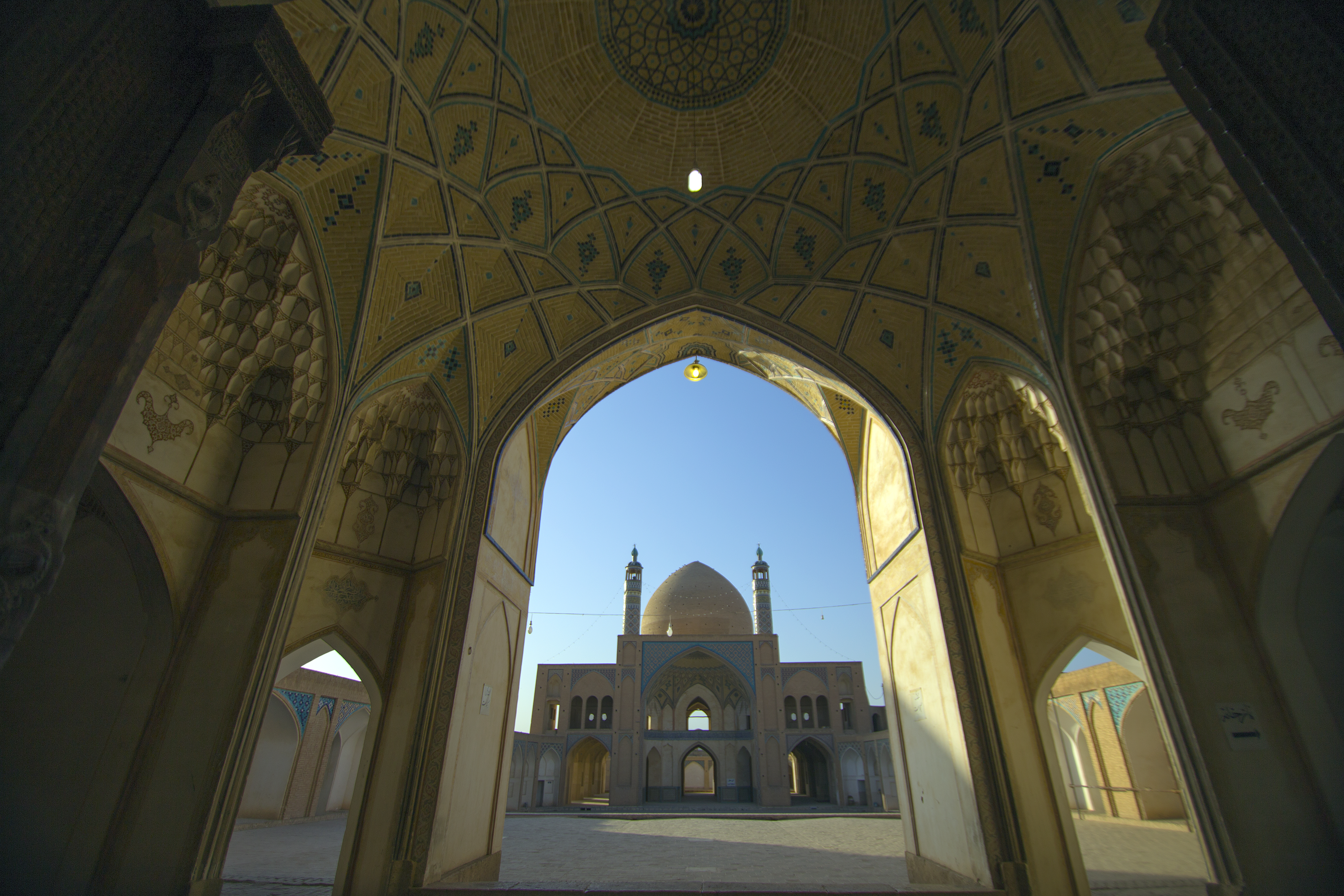
گنبد مسجد و مدرسه آقا بزرگ کاشان
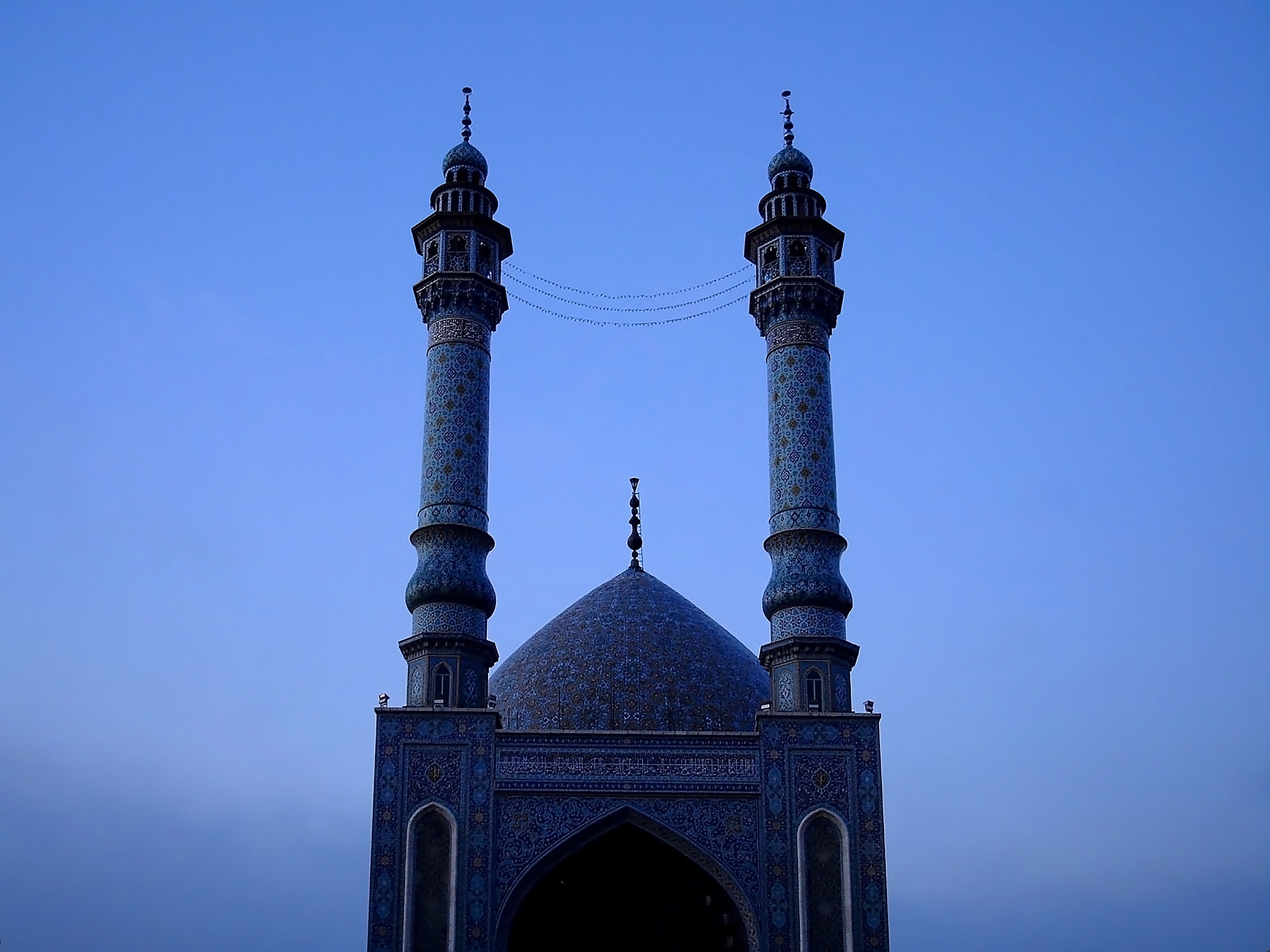
مسجد اعظم در شهر قم
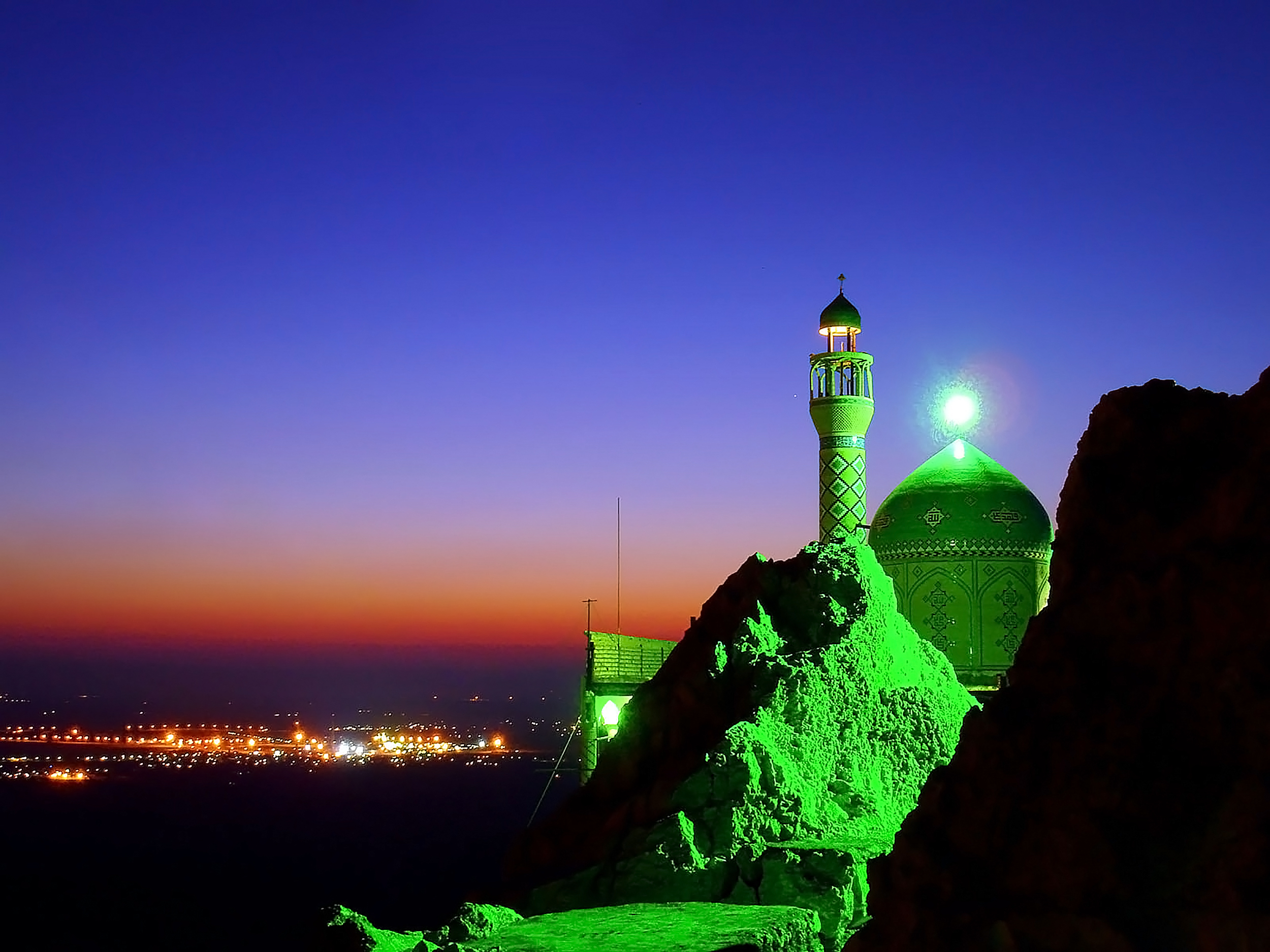
نمایی صبح زمستانی، مسجد خضر نبی قم
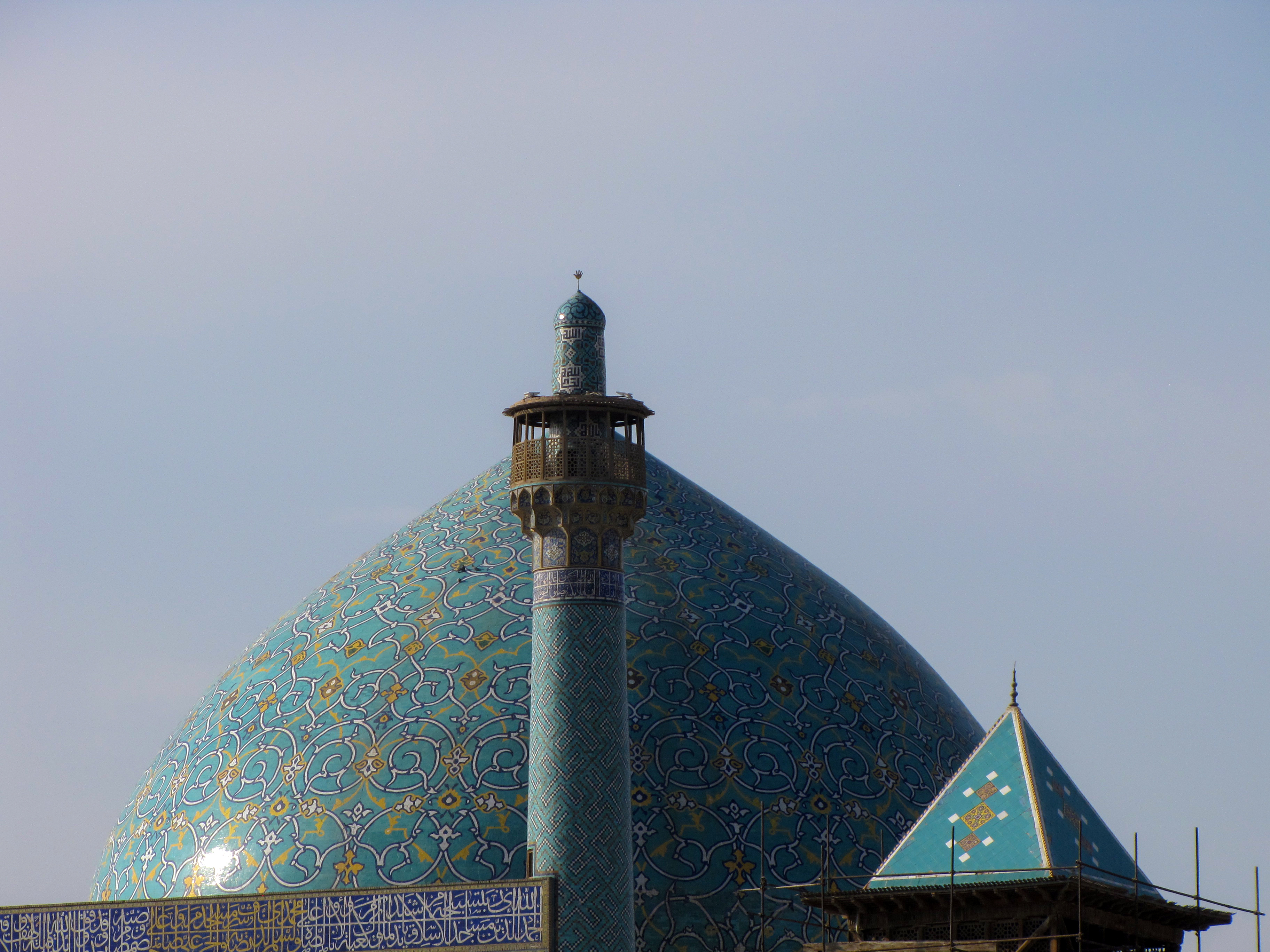
گنبد مسجد امام اصفهان